# Église de Koria
L'église de Koria (en finnois : Korian kirkko) est une église luthérienne située à Kouvola en Finlande. 

## Description
L'église en brique recouvertes d'un crépi est construite en 1951.
Elle peut accueillir 400 personnes.
Peint par  Robert Wilhelm Ekman en 1871, le retable représente Le Sauveur au mont des oliviers.